# Pavlina Bogdan-Bijelić
Pavlina Bogdan-Bijelić (Cavtat, 29. listopada 1855. – Dubrovnik, 18. siječnja 1944.) bila je hrvatska etnografkinja.

## Životopis
Završila je učiteljsku školu u Dubrovniku te je 1879. počela raditi u Cavtatu. Od 1879. do 1904. godine bila je upraviteljica dubrovačke ženske pučke škole. Godine 1904. udaje se za Vlahu Bogdana koji je bio tajnik toskanskog vojvode Ferdinanda IV. Do 1908. živjeli su u Salzburgu kada su se preselili u Dubrovnik.
U etnografskom radu bavila se većinom konavoskim narodnim vezom. Godine 1900., na svjetskoj izložbi u Parizu, izlagala je o konavoskim vezovima te joj je bila dodijeljena medalja i diploma. Izlagala je i bila nagrađivana i u Beču i Grazu, 1902. godine, te u Londonu (1903.).
Surađivala je s Odborom za narodni život i običaje JAZU. Osnovala je 1926. karitativno-prosvjetno društvo „Anica Bošković”.

### Članci
- Šimunović-Petrić, Zorica. 1989. Bogdan-Bijelić, Pavlina. Hrvatski biografski leksikon. Zagreb.  journal zahtijeva |journal= (pomoć)